# 尚仁里乡
尚仁里乡，是中华人民共和国湖南省永州市双牌县下辖的一个乡镇级行政单位。2015年11月18日，将尚仁里乡成建制合并入泷泊镇。

## 行政区划
尚仁里乡下辖以下地区：
胡家村、尚仁里村、卿家巷村、黄沙漯村、大坪江村、守木塘村、吉江村和崔家村。